# Скьеллеруп, Блэйк
Блэйк Скьеллеруп (англ. Blake Skjellerup) — шорт-трекист, выступавший за Новую Зеландию на Олимпийских играх в Ванкувере, на которых финишировал шестнадцатым в последнем четвертьфинале.
Скьеллеруп открытый гомосексуал. Он совершил каминг-аут в мае 2010, сказав, что решил подождать окончания Олимпийских игр для сосредоточения внимания на его результатах и во избежание отказа потенциальных спонсоров. Он один из немногих открытых гомосексуалов-олимпийцев.